# Janusz Wolański
Janusz Wolański (ur. 13 lipca 1979 w Pilźnie), polski piłkarz, występujący na pozycji pomocnika.
Swą karierę rozpoczynał w Wisłoce Dębica. Następnie kolejno reprezentował barwy następujących klubów: Ceramika Opoczno, Szczakowianka Jaworzno, Górnik Łęczna, Zagłębie Sosnowiec, Jagiellonia Białystok, Polonia Bytom i ŁKS Łódź. Od 2021 roku reprezentuje barwy Brzostowianki Brzostek.
W ekstraklasie wystąpił w 90 meczach, strzelając 10 bramek. 24 września 2010 roku podpisał kontrakt z KSZO Ostrowiec Świętokrzyski, w którego barwach zadebiutował 25 września meczem z GKP Gorzów Wielkopolski.